# Médaille Béla Szőkefalvi-Nagy
La médaille Béla Szőkefalvi-Nagy est une médaille décernée depuis 2000 par l'Institut Bolyai de l'Université de Szeged. Elle est  décernée à la mémoire de Béla Szőkefalvi-Nagy pour des travaux exceptionnels publiés dans la revue Acta Scientiarum Mathematicarum. Szőkefalvi-Nagy a été rédacteur en chef d'Acta Scientiarum Mathematicarum de 1946 à 1981. C'est sa fille Erzsébet Szőkefalvi-Nagy qui a fait un don en vue de la création de la médaille en 1999.
La médaille est en argent et a un diamètre de 42,5 millimètres. Elle porte au recto un portrait de Béla Szőkefalvi-Nagy et au verso le nom du lauréat, encadré par l'inscription « Acta Scientiarum Mathematicarum ».
La médaille est l'œuvre du sculpteur Andrôs Lapis. La remise, ainsi que toutes les récompenses de la fondation a lieu chaque année lors d'un programme de gala au Szeged National Theatre, le samedi qui est le plus proche du  12 mars, date d'anniversaire de la Grand Inondation de 1879 à Szeged.

## Lauréats
Les lauréats sont, depuis la création : 
- 2000 Ciprian Foiaș
- 2001 Karoly Tandori
- 2002 László Leindler
- 2003 George Grätzer
- 2004 Ferenc Móricz
- 2005 Tsuyoshi Andō
- 2006 Béla Csákány
- 2007 Hari Bercovici
- 2008 E. Tamas Schmidt (de)
- 2009 Heinz Langer (de)
- 2010 Pierre-Antoine Grillet
- 2011 Laszlo Zsido
- 2012 Laszlo Kerchy
- 2013 Vladimir Müller
- 2014 Zoltán Sebestyén
- 2015 Pei Yuan Wu
- 2016 Gabor Czedli
- 2017 Laszlo Lovász
- 2018 Peter Semrl
- 2019 Laszlo Hatvani
- 2020 Franciszek Hugon Szafraniec
- 2021 Laszló Stachó
- 2022 Zsolt pâlit
- 2023 Albrecht Böttcher
- 2024 Javad Mashreghi[1]